# Майор Гром: Игра
«Майо́р Гром: Игра́» — российский супергеройский фильм, основанный на серии комиксов «Майор Гром» российского издательства Bubble Comics, в частности на сюжетной арке «Игра». Созданный Bubble Studios совместно с «Плюс Студией» и распространяемый кинопрокатной компанией «Централ Партнершип», проект является прямым продолжением фильма «Майор Гром: Чумной Доктор» (2021) и третьей кинокартиной в медиафраншизе «Киновселенная Bubble». Режиссёром выступил Олег Трофим, а сценарий написали Артём Габрелянов, Николай Шишкин и Екатерина Краснер. Тихон Жизневский вернулся к роли Игоря Грома; также в фильме снимались Любовь Аксёнова, Александр Сетейкин, Сергей Горошко, Дмитрий Чеботарёв, Матвей Лыков, Андрей Трушин, Ольга Сутулова, Алексей Маклаков и Константин Хабенский.
Действие происходит спустя год после основных событий «Чумного Доктора». По сюжету Гром становится весьма популярным в родном Санкт-Петербурге и сталкивается с новым злодеем, известным как «Призрак». Работа над «Игрой» началась в ноябре 2022 года, когда ещё завершался процесс создания фильма «Гром: Трудное детство» (2023), а спустя два месяца проект был официально анонсирован. Съёмки прошли с марта по июль 2023 года на различных локациях Санкт-Петербурга.
Премьера фильма «Майор Гром: Игра» состоялась 26 апреля 2024 года на Московском международном кинофестивале, а в прокат фильм вышел 23 мая 2024 года. К концу проката «Игра» собрала около 576 миллионов рублей, что, предположительно, меньше, чем неразглашаемый бюджет картины.

## Сюжет
Действие фильма происходит в Санкт-Петербурге ровно через год с момента, как майор полиции Игорь Гром поймал серийного убийцу в обличии Чумного Доктора, под маской которого скрывался миллиардер и филантроп Сергей Разумовский. К этому моменту майор Гром находится на пике популярности среди петербуржцев. В очередной раз он, вместе с напарником, лейтенантом Дмитрием Дубиным, подтверждает свою репутацию, с помощью грубой силы ликвидируя бунт заключённых в Центральной тюрьме Санкт-Петербурга.
Тем временем, заместитель министра внутренних дел генерал-лейтенант Мария Архипова планирует реформу полиции, заключающуюся в замене значительной части сотрудников боевыми дронами. Для проведения сравнительных испытаний она приезжает в Санкт-Петербург, где ей демонстрируют, как один дрон корпорации «Holt International» способен обезвреживать цели быстрее и эффективнее целой команды опытных полицейских. Однако Архипова не спешит подписывать контракт с создателем устройств Августом ван дер Хольтом, чья компания за год до того изготовила костюм Чумного Доктора.
Во время свидания Грома с журналисткой Юлией Пчёлкиной на них происходит покушение. Гром преследует подозреваемого в маске, но его побеждают в рукопашной и выпадает из окна. В ходе драки Игорь замечает на руке у противника клеймо — надпись «15:26».
Неизвестный противник начинает по телефону жестокую игру с Громом, в ходе которой в городе происходят теракты — взрыв Александрийского столпа, а следом взрыв в Петергофе. Игорю Грому удаётся оказываться в эпицентре событий и привлекать к себе внимание людей, но он оказывается не в силах предотвращать взрывы, а его популярность среди петербуржцев сменяется презрением. Противник, уже получивший прозвище Призрак, предлагает Грому уйти в отставку, если тот не желает, чтобы теракты продолжались. Майор жёстко отказывает Призраку.
От бывшего журналиста Алексея Прищурова Гром узнаёт, что носители клейма «15:26» — наёмники из «Отряда мертвецов», элитного спецподразделения, работающего в интересах власть имущих. Гром подозревает ван дер Хольта в организации терактов, врывается к нему в момент переговоров с Архиповой и тщетно пытается сорвать заключение назревшей из-за терактов сделки о передаче дронам полицейских функций. Начальник Грома, Фёдор Прокопенко, в попытке спасти подопечного от ответственности уходит в отставку, передав полномочия Архиповой.
Собственное расследование о беспорядках в тюрьме приводит Дубина к её начальнику Леониду Фролову, который тут же пытается сбежать, но его автомобиль подрывается вместе с ним. Дубин в момент взрыва чувствует знакомый запах взрывчатки «Чумного Доктора» Разумовского, отправляется в хранилище вещдоков полиции и обнаруживает, что все хранившиеся там бомбы пропали, пока полиция была отвлечена на беспорядки в тюрьме.
Юлия Пчёлкина также ведёт расследование происходящих терактов. Через психиатра Вениамина Рубинштейна, лечащего врача Сергея Разумовского, она выходит на отшельника с клеймом «15:26» и узнаёт от того, что таинственным подрывником по прозвищу Призрак является наёмник Олег Волков — друг детства Разумовского, считающийся погибшим в Сирии. По словам отшельника, Волкова возможно найти, только если он сам того захочет. Ван дер Хольт пытается ликвидировать Волкова, но тому удается расправиться со всей группой захвата, в том числе её командиром — Отто Шрайбером.
Пчёлкина публично раскрывает личность террориста, и полиция в ходе поисков выходит на базу Волкова в заброшенном здании. При штурме обнаруживается, что в заминированном Волковым здании находится только Прокопенко, который погибает при взрыве на глазах у Грома. В ярости майор врывается в психиатрическую лечебницу к Разумовскому и, в попытке выбить информацию о Волкове, избивает пациента. Грома обезвреживают и приводят к Рубинштейну, который рассказывает майору о раздвоении личности Разумовского, внешне заметной по смене цвета радужки глаз.
Спустя время, Волков врывается в городскую телестудию и в прямом эфире объявляет, что взорвёт несколько станций метро с пассажирами, если в течение трёх часов горожане не убьют Грома. Все полицейские дроны отключаются, в городе начинаются беспорядки.
Дубин вновь выходит на след Сергея Разумовского: выясняется, что он автор компьютерного вируса, выведшего из строя дроны. Гром, Пчёлкина и Дубин крадут Разумовского из лечебницы, и, пока Пчёлкина с Дубиным предоставляют полиции результаты расследований, майор отправляется вместе с похищенным пациентом к Волкову. В ходе схватки Грома с Волковым Разумовский останавливает таймер, обезвреживает бомбы в метро и восстанавливает работоспособность дронов.
Внезапно Разумовским овладевает его вторая личность — Птица. Он расстреливает одетого в суперкостюм Волкова и раскрывает Грому свой план мести, по которому до тех пор следовали все происходившие в последние дни события. Полицейские дроны начинают методично убивать всех, кто был как-либо связан с Игорем Громом, даже, например, совместным фото в соцсетях. В ходе атаки опасные ранения получает и лейтенант Дмитрий Дубин. В телестудию врывается ван дер Хольт в суперкостюме и вступает в схватку с раненым Волковым. В попытке остановить массовые убийства, Игорь делает селфи с Разумовским. План срабатывает: все дроны перенацеливаются на них обоих. Разумовский оказывается смертельно ранен, но успевает отключить устройства, и лишь при смерти освобождается от влияния своей злой сущности.
Петербуржцы скорбят по погибшим, Волкова берут под стражу, а Гром предстаёт перед судом. Майор отказывается от предложенной ему линии защиты, признаёт свою вину и заявляет о своём решении уйти в отставку.
В сцене после титров глаза Грома изменяют цвет на жёлтый, а Рубинштейн изучает личное дело Грома с наклейкой «сверхчеловек».

## Актёрский состав

### Главные роли
- Тихон Жизневский — Игорь Константинович Гром, майор, сотрудник Главного управления полиции Санкт-Петербурга[4]
- Любовь Аксёнова — Юлия Валерьевна Пчёлкина, видеоблогер и журналистка, девушка Игоря[4]
- Александр Сетейкин — Дмитрий Евгеньевич Дубин, лейтенант полиции, напарник майора Грома[4]
- Сергей Горошко — Сергей Разумовский, основатель социальной сети Vmeste, пациент психиатрической лечебницы[5]
- Дмитрий Чеботарёв — Олег Волков, наёмный убийца по прозвищу Призрак, друг детства Сергея Разумовского[6]
- Матвей Лыков — Август ван дер Хольт, директор оружейной корпорации Holt International, голландец японского происхождения, наниматель Призрака[7]
- Ольга Сутулова — Мария Андреевна Архипова, генерал-лейтенант полиции, заместитель министра внутренних дел[7]
- Алексей Маклаков — Фёдор Иванович Прокопенко, генерал-полковник, начальник Главного управления полиции Санкт-Петербурга[4][8]
- Константин Хабенский — доктор Вениамин Самуилович Рубинштейн, врач-психиатр, присматривающий за Сергеем Разумовским[5]
- Андрей Трушин — Отто Шрайбер, телохранитель и правая рука ван дер Хольта[7]

### Роли второго плана
- Олег Ягодин — Алексей Прищуров, бывший журналист
- Юлия Паршута — Анна Теребкина, ведущая новостей
- Александра Черкасова-Служитель — Софа, ассистентка Рубинштейна
- Евгений Чебатков — Кирилл Евгеньевич «Дядя», главарь тюремной банды[9][10]
- Александр Манько — полицейский 3
- Андрей Кондратьев — полицейский 4
- Евгений Косырев — ленивый полицейский
- Максим Колесниченко — отшельник
- Андрей Атлас — Леонид Евгеньевич Фролов, начальник тюрьмы[5][11]
- Анастасия Немоляева — Елена Прокопенко, жена генерал-полковника Фёдора Прокопенко
- Александр Куйкка — охранник в пункте наблюдения
- Артём Лещик — охранник склада вещдоков
- Николай Пинский — оператор дата-центра
- Андрей Балашов — конферансье в цирке
- Мария Глазкова — судья

### Камео[комм. 3]
- Роман Котков
- Ирина Дежурко
- Владимир Братишкин
- Екатерина Трофимова
- Сергей Мезенцев
- Эльдар Джарахов
- Евгений Баженов
- Слава Бустер

## Производство

### Разработка и подготовка к производству
Первые сообщения о разработке продолжения фильма «Майор Гром: Чумной Доктор» (2021) появились ещё в ноябре 2022 года. Тогда ряд инсайдеров заявили о том, что планируется адаптация сюжетной арки под названием «Игра». Работа началась именно тогда, в то же время, когда завершался монтаж фильма-приквела «Гром: Трудное детство» (2023). Над сценарием продолжения работали Артём Габрелянов (также продюсер фильма), Николай Шишкин и Екатерина Краснер. Сценарными консультантами выступили главный редактор Bubble Comics (и по совместительству креативный продюсер «Игры») Роман Котков, а также Евгений Еронин и Николай Титов, работавшие над «Чумным Доктором». По словам режиссёра Олега Трофима, в процессе работы над сиквелом был более явно сформулирован «собственный стиль, основные принципы киновселенной и того, как рассказывать эту историю».
Фильм под названием «Майор Гром: Игра» был официально анонсирован 28 января 2023 года на фестивале Bubble Comics Con. Премьера была назначена на 2024 год, режиссёром вновь стал Трофим, Тихон Жизневский, Любовь Аксёнова, Александр Сетейкин и другие актёры из первого фильма вернулись к своим ролям; также было объявлено о появлении некоторых персонажей из комиксов и совершенно нового персонажа по имени Призрак. По словам Габрелянова, продюсера и одного из сценаристов «Игры», проект покажет, как на Игоря Грома повлияет популярность, свалившаяся на него после событий «Чумного Доктора». В феврале 2023 года Жизневский для подготовки к съёмкам начал заниматься в спортзале, учитывая критику его телосложения в первом фильме. По словам Трофима, «Игра» станет «широким, зрительским, удивительным аттракционом», но при этом сохранит в себе «эмоциональную глубину и пронзительность», которые были в «Чумном Докторе» и в «Трудном детстве». В том же месяце Габрелянов рассказал о том, что сюжет оригинального комикса был полностью переписан, а также сообщил о скором прибытии в Санкт-Петербург на съёмки и назвал «Трудное детство» «мостиком» между «Чумным Доктором» и «Игрой». Трофим нормально относился к возможному возмущению аудитории в связи с изменением сюжета по сравнению с оригиналом и считал, что «для кого-то определённые наши решения могут стать трагедией, но для кого-то они позволят по-новому взглянуть на полюбившийся материал. Всё зависит лично от каждого зрителя и читателя. И тем не менее, скучно не будет. Нам всегда есть, чем удивлять. Это наш главный принцип — виражи и непредсказуемость». Также в проекте получила дальнейшее развитие сюжетная линия «второй личности Сергея Разумовского, Чумного Доктора». По словам исполнителя роли Разумовского Сергея Горошко, за полгода до съёмок фильма он сел на диету и сбросил «17-18 килограммов». «Ещё перед съёмками первого фильма я консультировался со всеми врачами, чья специализация начинается на букву „П“, кроме педиатра. Я не пытался играть сумасшедшего, я пытался понять, каково им быть, разобраться через голову», — рассказал он.

### Съёмки
Съёмочный период начался 16 марта 2023 года в Санкт-Петербурге, к своей должности вернулся оператор «Чумного Доктора» и «Трудного детства» Максим Жуков. Постановкой экшен-сцен занималась казахстанская студия «Кун-до». В сцене бунта в исправительной колонии, декорацией для которой послужил закрытый изолятор «Кресты», Жизневский исполнял все свои трюки самостоятельно, несмотря на присутствие на съёмочной площадке дублёра. Эта сцена была снята самой первой, и Трофим назвал её «одной из самых сложных сцен, производственно и технически». В тот же день работа съёмочной группы была временно приостановлена в связи с бунтом местных жителей, мешавших работе команды. В роли главаря тюремной банды снялся комик Евгений Чебатков, данная роль стала для него дебютом в кинематографе. Помимо этого, Чебатков также участвовал в написании диалогов с участием своего персонажа. 8 и 11 апреля для съёмок было ограничено передвижение транспорта в районе Мариинского дворца. Данное решение было согласовано с Законодательным собранием Санкт-Петербурга, в связи с чем в финальных титрах фильма ему будет выражена благодарность.
В апреле 2023 года к процессу присоединился Алексей Маклаков, вернувшийся к роли Фёдора Прокопенко. В начале мая съёмочная группа отправилась в Сестрорецк, чтобы провести съёмки на территории недействующего завода. К команде на этот раз присоединились Ольга Сутулова, Матвей Лыков и Андрей Трушин, сыгравшие соответственно Марию Архипову, Августа ван дер Хольта и Отто Шрайбера. Изначально вместо добавления в проект Архиповой планировалось вернуть Евгения Стрелкова в исполнении Михаила Евланова, однако позже от этой идеи отказались. 15 мая на Дворцовой площади для съёмок было размещено несколько воздушных шаров. В то время снимали сцену с обрушением Александровской колонны. Для этого создателям пришлось получить разрешение на съёмку от генерального директора Эрмитажа Михаила Пиотровского. Маклаков закончил снимать свои сцены в середине июня. Во время съёмок одной из сцен на площадке в Большом Санкт-Петербургском государственном цирке присутствовала массовка, собранная из поклонников франшизы. Съёмки завершились 14 июля 2023 года.

### Завершение производства
По завершении съёмок «Игра» перешла на стадию постпродакшена. Трофим считает этот проект самым сложным и масштабным в его карьере, «и в техническом, и драматическом планах». По его словам, тема взаимоотношений технологий и человека «сквозная по сценарию». Несмотря на наличие официальных репортажей со съёмок, происходили и утечки, от которых, по мнению Трофима, «страдает в первую очередь сам зритель — кому интересно смотреть фильм, если заранее знаешь финал? Но мы к этому привыкли, научились подстраиваться и сберегать всё самое интересное». В конце июля 2023 года продолжался процесс монтажа, «процесс сборки всего воедино». 6 августа был опубликован ролик со съёмок фильма, из которого стало известно о возвращении Константина Хабенского и Сергея Горошко к своим ролям Вениамина Рубинштейна и Сергея Разумовского соответственно, а также об участии в проекте стендап-комика Андрея Атласа. По словам Сетейкина, второй фильм отличается от первого «жанром, развитием персонажей, отношениями, даже краски здесь стали темнее, и настроение стало более драматичным». Также Сетейкин пообещал показать в фильме развитие персонажа Димы Дубина. «Игру» он описал как «опасный, приключенческий и взрывной» фильм. Габрелянов добавил, что Дубин в картине «пройдет путь от неопытного новичка-напарника к суперсамостоятельному и ответственному парню, которого мы знаем по серии комиксов „Игорь Гром“. Станет серьёзнее, взрослее, рассудительнее». В декабре была объявлена дата выхода фильма в прокат — 23 мая 2024 года. В марте 2024 года, когда вышел трейлер, появилась информация о возвращении персонажа Олега Волкова в исполнении Дмитрия Чеботарёва.

## Музыкальное сопровождение
Композитор «Чумного Доктора» и «Трудного детства» Роман Селиверстов вернулся к своей должности, чтобы написать оригинальную музыку к «Игре». Трофим же следил за подбором песен для саундтрека. Музыка записывалась в марте—апреле 2024 года в музыкальных студиях киноконцерна «Мосфильм». Вместе с Селиверстовым работали звукорежиссёр Андрей Левин и его ассистент Сергей Круглов. По словам Габрелянова, подбирая песни, создатели «ставили себе планкой что-то типа саундтрека к фильму „Брат 2“». В картине звучат композиции Сергея Шнурова, группы The Hatters, а также таких исполнителей, как Gone.Fludd, Sqwoz Bab, Slava Marlow, Антоха MC, Ник Брусковский, группа Sirotkin, TMNV и Aum Raa. Плейлист с песнями из фильма вышел 17 мая 2024 года на «Яндекс Музыке».
| №                   | Название               | Автор(ы)                        | Длительность |
| ------------------- | ---------------------- | ------------------------------- | ------------ |
| 1.                  | «Жара»                 | Антоха MC                       | 3:34         |
| 2.                  | «Музыка Сфер»          | Gone.Fludd                      | 2:21         |
| 3.                  | «Karate»               | Sqwoz Bab, Aum Raa              | 2:50         |
| 4.                  | «Понедельник»          | Ник Брусковский, Сергей Горошко | 2:39         |
| 5.                  | «Прогулка»             | The Hatters                     | 2:27         |
| 6.                  | «Думай»                | TMNV                            | 2:34         |
| 7.                  | «Я не могу тебя найти» | Slava Marlow                    | 2:57         |
| 8.                  | «Дракон»               | Сергей Шнуров                   | 2:51         |
| Общая длительность: | Общая длительность:    | Общая длительность:             | 22:13        |

## Рекламная кампания
Первый тизер фильма был показан 15 сентября 2023 года, в конце презентации проектов «Плюс Студии». На YouTube тизер был выложен 9 октября, однако для данной платформы ролик был изменён: были удалены или заменены некоторые кадры, которые присутствовали в версии, показанной месяцем ранее на Комик-коне в Астане. Полноценный трейлер вышел 7 марта 2024 года. 2 апреля вышел финальный трейлер.
В мае бренд одежды Ecru в коллаборации с Bubble Studios выпустил коллекцию одежды с принтами с героями фильма. 15 мая в преддверии матча между футбольными клубами «Зенит» и ЦСКА на «Газпром Арене» проводился «Фан-Променад» с автограф-сессией создателей фильма и тематической фотозоной, а на экранах стадиона был показан отрывок из картины. 17 мая в книжном сервисе «Букмейт» вышел художественный роман «Майор Гром: Игра слов» за авторством Кирилла Кутузова, представляющий собой предысторию фильма. В июне выйдет аудиоверсия, озвученная Александром Сетейкиным. 20 мая Bubble Comics выпустила комикс «Майор Гром: Игра. Предыстория», представляющий собой сборник из десяти коротких историй, авторами которых выступили актёры и создатели фильма.

## Премьера
Российская премьера фильма «Майор Гром: Игра» состоялась 26 апреля 2024 года — проект стал фильмом закрытия 46-го Московского международного кинофестиваля, который проходил с 19 по 26 апреля. На мероприятии присутствовали продюсеры Артём Габрелянов, Михаил Китаев и Ольга Филипук, Трофим, Котков, художник-постановщик Дмитрий Онищенко, художник по костюму Анна Кудевич, художник по гриму Игорь Бойко и композитор Роман Селиверстов. Из актёров показ посетили Любовь Аксёнова, Матвей Лыков, Александр Сетейкин, Дмитрий Чеботарёв, Андрей Трушин и Евгений Чебатков. Перед показом на ММКФ Трофим предупредил зрителей, что демонстрируемая там версия не является финальной, и попросил не обращать внимание на нюансы, а наслаждаться сюжетом. 7 мая Министерство культуры Российской Федерации выдало фильму прокатное удостоверение. 17 мая в кинотеатре «Формула Кино Галерея» в Санкт-Петербурге состоялся специальный показ, на котором присутствовали актёры и создатели. Светская премьера фильма состоялась 20 мая в кинотеатре «Октябрь» в Москве.
Выход картины в российский прокат состоялся 23 мая 2024 года. Дистрибьютор проекта — компания «Централ Партнершип». В преддверии премьеры «Игры» 13 мая в повторный прокат эксклюзивно в кинотеатрах сети «Каро» также вышли «Чумной Доктор» и «Трудное детство». 15 августа «Игра» вышла эксклюзивно на стриминговом сервисе «Кинопоиска». В прокатной версии фильма и цифровом релизе содержится всего одна сцена после титров, по предыдущим заявлениям их должно было быть две на КиноПоиске, но 12 августа появилась информация, что её не будет из-за неготовых материалов.

### Режиссёрская версия
22 мая 2024 года создатели поделились планами на выпуск режиссёрской версии «Игры», которую в шутку называют «ХольтКат». В ней будет добавлено около тридцати минут новых сцен, посвящённых в основном ван дер Хольту и Архиповой, а также вторая сцена после титров.

## Восприятие

### Кассовые сборы
В преддверии премьеры «Игры» в мае 2024 года член совета Ассоциации владельцев кинотеатров Роман Исаев заявил в интервью Национальной службе новостей, что фильм должен собрать за всё время проката как минимум два миллиарда рублей. Это позволило бы ему стать для кинотеатров «подушкой безопасности на лето» после провальных для российского проката майских выходных. Ещё в октябре 2023 года кинокритик Давид Шнейдеров предположил, что «Игра» может преуспеть в прокате за счёт отсутствия больших конкурентов в лице голливудского кинематографа.
В день премьеры картина заняла первое место в российском прокате, собрав 38,9 млн рублей. Это значительно выше, чем у первого фильма, собравшего в первый день 15,6 млн рублей. Согласно прогнозам, к концу своего дебютного уикенда «Игра» имела шансы заработать ориентировочно 280 млн. По итогам премьерных выходных «Игра» хоть и оказалась на первом месте по сборам в России и СНГ, но собрала гораздо меньше ожидаемого — 162,9 млн рублей. К началу июня фильм собрал 286 млн рублей. По оценке продюсера и издателя «Бюллетеня кинопрокатчика» Дмитрия Литвинова это свидетельствует о низкой популярности картины и её неспособности привлечь по-настоящему широкую аудиторию. Продюсер Михаил Китаев признал кассовый провал фильма. Неудачу «Игры» он связал не только с изменением киноиндустрии после коронавируса, но и с новизной жанра для России. «К сожалению, мы видим, что фильм вообще не „зашёл“ широкой аудитории, его воспринимают очень субкультурным, фанатским, что в целом неплохо. Но судя по цифрам, по количеству проданных билетов, „Игра“ на данный момент уступает „Чумному Доктору“, что говорит о том, что наш фандом по всей видимости существенно уменьшился за три года», — сказал продюсер.

### Отзывы и оценки
| Оценки фильма | Оценки фильма |
| Издание       | Оценка        |
| ------------- | ------------- |
| Film.ru       | [ 68 ]        |
| InterMedia    | [ 69 ]        |
| «Афиша Daily» | [ 70 ]        |

«Афиша Daily» похвалила создателей фильма за проделанную после первой части работу над ошибками, но раскритиковала хронометраж и избыток персонажей. «Сиквел получился получше оригинала, однако главная проблема „Грома“ осталась прежней: это боевик категории „Б“, который как будто стесняется собственной „бэшности“ и очень хочет быть проектом класса А. Отсюда раздутый хронометраж и попытка поговорить на серьёзные темы. Но схватка Грома с террористом так и остается игрой с нулевыми ставками, а сюжетный движок „Игры“ зачастую работает вхолостую», — написал журналист. По мнению обозревателя InterMedia Алишера Улфатшоева, «Игра», как и «Чумной Доктор», остаётся «апроприацией голливудских боевиков», в которой автор издания углядел лейтмотив фильма «Тёмный рыцарь» от Кристофера Нолана. Он раскритиковал «Игру» за недостаток развития персонажей и сумбурное повествование, но, с другой стороны, похвалил качество визуальных эффектов и экшен-сцен.

### Награды и номинации
| Премия            | Дата вручения    | Категория                     | Номинант (-ы)                                   | Результат | Ист.                 |
| ----------------- | ---------------- | ----------------------------- | ----------------------------------------------- | --------- | -------------------- |
| «Золотой трейлер» | 30 мая 2024 года | «Лучший зарубежный экшн»      | «Последний герой» (Bubble, Андрей Солодовников) | Номинация | [ 71 ] [ 72 ] [ 73 ] |
| «Золотой трейлер» | 30 мая 2024 года | «Лучший зарубежный саундтрек» | «Последний герой» (Bubble, Андрей Солодовников) | Победа    | [ 71 ] [ 72 ] [ 73 ] |

## Будущее
В ноябре 2023 года Габрелянов заявил, что хочет «увидеть отдельный спин-офф про Дубина», однако это зависит от успеха «Игры» и сериала «Фурия» (2024). В мае 2024 года, после премьеры фильма, Трофим заявил о желании снять третий фильм о майоре Громе. Тем не менее, на фоне неудачи «Игры» в прокате Китаев заявил, что второй фильм, возможно, будет последним в серии о майоре Громе. Он также заявил следующее: «Будет ли развиваться франшиза „Грома“ или нет — думаю, да. Но точно покажет время, но мы внутри, как и всегда, надеемся на лучшее, так что никто не сдаётся и планы дальнейшие строим».